# Jan Aylen
Ian Gerald Aylen OBE DSC CB (Saltash, 12 oktober 1910 – East Devon, 5 november 2003) was een Brits marineofficier ten tijde van de Tweede Wereldoorlog.

## Vroege jaren
Aylen, vroeger meestal 'Jan' genoemd, werd geboren in Saltash, Cornwall. Hij werd opgeleid aan Blundell's School en later aan het Royal Naval Engineering College te Keyham en Greenwich. Hij was een fervent rugbyspeler, en bezorge daarmee Kent, Hampshire en Devon een goede naam. Verder was hij aanvoerder van rugbyclub Devonport Services R.F.C. in 1938 en 1939. Hij trouwde met Alice Maltby in 1937 en kreeg met haar een zoon en twee dochters.

## Carrière bij de marine
Aylen's eerste dienst op zee was aan boord van het slagschip HMS Rodney, onder toekomstig Admiral of the Fleet, kapitein John Tovey. Hierna werd Aylen werktuigkundige op de destroyer HMS Kelvin, die deel uitmaakte van de 5th Destroyer Flotilla onder kapitein Louis Mountbatten. Op een dag, terwijl de HMS Kelvin in Bombay was voor reparaties, bezocht Aylen met een aantal zeelieden de Khyber Pass. Aylen en de HMS Kelvin hielpen daar in de Tweede Slag om Sirte op 22 maart 1942. Hij werd opgenomen in de DSC voor zijn inspanningen tijdens de actie.

## Duitsland
Aylen was tijdens de oorlog gebaseerd op Bath. Tegen het eind van de oorlog verliet hij kort de front-line. Geleid door de wens om terug te keren naar een meer actieve rol werd hij vrijwilliger voor de 30th Assault Unit, onder de inlichtingenofficier Ian Fleming. Hij stak met generaal George Patton's troepen de Rijn over en ging naar de U-boot-onderzoeksinstellingen aan de Baltische kust toen het Duitse leger instortte. Aylen werd daarna verplaatst naar Flensburg met orders om bewijsmateriaal te verzamelen over de door Duitsland geleverde technische hulp aan Japan, en was betrokken bij de ondervraging van het resterende senior-lid van de Duitse Admiraliteit.
Na het einde van de oorlog en tussen mei en november 1945 nam hij de Walter-Werke over en ondervroeg hij wetenschapper Hellmuth Walter over zijn werk met waterstofperoxide. Hij was instrumenteel in het overtuigen van Walter om hun apparatuur naar Vickers' scheepswerf in Barrow te brengen. Aylen werd opgenomen in de Orde van het Britse Rijk voor zijn werk in Duitsland.

## Na de oorlog
Aylen bracht twee jaar door aan boord van de destroyer HMS Cossack in Hongkong, en vervolgens bij de opleidingsinstelling HMS Caledonia. Twee jaar werden besteed aan de Admiralty Interview Board. Hij werd Home Fleet Engineering Officer en vervolgens Admiral-Superintendent bij Rosyth Dockyard.
Aylen, inmiddels opgenomen in de Orde van het Bad, werkte na zijn pensionering van de marine in 1962 voor het Institute of Mechanical Engineers en woonde in Honiton. Ondanks zijn ontslag bleef hij zich bezighouden met marineschepen. Hij overleed op 5 november 2003 in East Devon.

## Militaire loopbaan
- Midshipman: 1 september 1929[1]
- Sub-Lieutenant: 10 februari 1932, seniority 1 september 1931[1]
- Waarnemend Lieutenant:	3 augustus 1933[1]
- Lieutenant: 29 januari 1934, seniority 1 oktober 1932[1]
- Lieutenant Commander: 1 oktober 1940[1]
- Commodore: 31 december 1943[1]
- Captain: 30 juni 1953[1]
- Rear Admiral: 7 juli 1960 (pensioen 30 oktober 1963)[1]

## Decoraties
- Officier in de Orde van het Britse Rijk (OBE) op 13 juni 1946[1][2]
- Distinguished Service Cross op 8 september 1942[1][3]
- Lid in de Orde van het Bad (CB) op 2 juni 1962[1][4]